# Nordischer Ton
Bei dem nordischen Ton handelt es sich um einen sogenannten Nationalton, der von Zeitgenossen und heutigen Rezipienten in Bezug auf Komponisten und Musiker aus dem Norden Europas (Skandinavien, Dänemark, Finnland) wahrgenommen wird. Es handelt sich dabei um keinen Einzelfall, denn Musik wird oft mit Regionen oder Nationen in Verbindung gebracht. So werden bestimmte Klänge oder Timbres speziellen Regionen zugeschrieben und die Nationalität oder Herkunft des Musikers oder des Komponisten anhand bestimmter Eigenheiten in der Musik erkannt.
Der nordische Ton wird in der wissenschaftlichen Analyse oft mit musiktheoretischen Attributen versehen: „übermäßige Sekunden, lydische Quarten, Bordunquinten, dorische Sexten, mixolydische Septimen sowie Pentatonik, Ostinatotechniken und axiale Haltetöne.“ Diese Zuschreibungen werden oft ergänzt durch eine auf den Norden Europas bezogene Naturromantik.

## Der nordische Ton und Edvard Grieg
Edvard Grieg stellt einen der Hauptvertreter dieses nordischen Kompositionsstils dar. Grieg versuchte die Eigenheiten der Volksmusik seines norwegischen Vaterlands in seinen Personalstil zu integrieren. Er nutzte die Sammlung Ältere und neuere norwegische Gebirgsmelodien (Ældre og nyere norske Fjeldmelodier) von Ludvig Mathias Lindeman, eine Sammlung traditioneller norwegischer Melodien, welche generell eine große Bedeutung für die norwegische Kunstmusik im letzten Teil des 19. und im ersten Teil des 20. Jahrhunderts hatte, sodass von einer „volksmusikalischen Bibel der norwegischen Komponisten“ gesprochen werden kann. Die enthaltenen Melodien wurden von Grieg adaptiert und bearbeitet, was der Musik Edvard Griegs eine besondere Prägung gegeben hat. Die Eigentümlichkeiten der norwegischen Instrumente hatten Einfluss auf den musikalischen Klang: So erklärt sich eine vom westlichen Tonsystem abweichende Intonation, die sich z. B. in Vierteltönen als „niedrigem Leitton“ oder „schwebender Terz“ zeigte. Der Grund dafür waren Eigenheiten in der Konstruktion von norwegischen Instrumenten, wie der Langeleik, einer Bordunzither oder der Hardangerfiedel. Darüber hinaus brachte die Sammlung der Gebirgsmelodien auch musikalische Formen mit sich. Hier sind in erster Linie althergebrachte Tänze zu nennen, z. B. Bauerntänze, Slåtter genannt, der Springar (Springtanz als Paartanz im ¾-Takt) und der Halling für männliche Einzeltänzer. Interessant ist auch Griegs harmonische Behandlung der Melodien aus Lindemans Sammlung. Neben der erwähnten Modifizierung hielt Grieg es für notwendig, eine neue Harmonisierung für diese Melodien zu schreiben, die er allerdings schon als dem Material immanent ansah.

## Politische Einflüsse bei der Entstehung des nordischen Tons
Die Forderung eines Nationaltons ist oft politisch motiviert. Es verwundert kein bisschen, dass die Bewusstwerdung des nordischen Ton in das 19. Jahrhundert fällt. Nationalistische Bewegungen waren zu dieser Zeit in ganz Europa zu beobachten, und Norwegen im Besonderen befand sich im Unabhängigkeitskampfs gegen Schweden. Edvard Grieg war zum Beispiel selbst Patriot, beklagte jedoch einen kulturellen Rückstand seines Vaterlands. Er sah es also als seine Aufgabe an, an der Schaffung eines norwegischen „Kulturschatzes“ mitzuwirken und einen Personalstil zu entwickeln, der seine Zuneigung zu seiner Heimat widerspiegelte. Es erfolgte also eine Rückbesinnung auf die Volksmusik, die einen umgab und die von den Norwegern selbst als norwegisch wahrgenommen wurde. Auf diese Weise distanzierte man sich, so jedenfalls empfand man es, von anderen Nationalstilen Europas. Wichtig ist in diesem Zusammenhang, den nordischen Ton nicht als eine feste, unwiderlegbare musikalische Tatsache wahrzunehmen, sondern als das Ergebnis von Kategoriedenken. Anders ausgedrückt, ist die Beschreibung des Klangs eines musikalischen Werks als national zutiefst subjektiv. Sie erwächst aus ebenfalls subjektiv gebildeten Kategorien und Urteilen. In diesem Zusammenhang ist auch die Volksgeist-Hypothese zu nennen, die ebenfalls im 19. Jahrhundert entstand und auch in der und in Bezug auf die Musik angewendet wurde. Hierbei erhält der Komponist eine Nebenrolle bei der Entstehung der Komposition, da er zum bloßen Ausführer des Volksgeistes wird und seine eigenen Motive nicht beachtet werden. So betrachtet, zeigt sich nicht die individuelle Färbung des Personalstils Griegs, sondern das kollektive Ganze des norwegischen Volkes.

## Der nordische Ton heute
Auch heute wird bei vielen Vertretern der skandinavischen Musikszene ein nordischer Ton festgestellt, zum Beispiel in den Werken von Jan Garbarek, Terje Rypdal, Nils Petter Molvær und Ketil Bjørnstad. Das mit dem nordischen Ton assoziierte Gefühl der Naturverbundenheit findet sich auch dort. Bezüge zum nordischen Ton sind ebenfalls bei Interpreten des Metal, insbesondere des Symphonic Metal und Viking Metal, zu finden. Häufig anzutreffen ist auch eine Romantisierung des Mittelalters und eine Vorliebe für nordische Mythen. Dies gab es aber schon im 19. Jahrhundert, vor allem in der Epoche der Romantik. Heute scheinen diese Ideen eng mit dem Nordischen an sich verknüpft zu sein.